# Leptochilus tarsatellus
Leptochilus tarsatellus är en stekelart som beskrevs av Giordani Soika 1970. Leptochilus tarsatellus ingår i släktet Leptochilus och familjen Eumenidae. Inga underarter finns listade i Catalogue of Life.